# Balthasar (Nassau-Wiesbaden-Idstein)
Balthasar von Nassau-Wiesbaden-Idstein (* 1520; † 11. Januar 1568) war von 1566 bis 1568 regierender Graf von Nassau-Wiesbaden-Idstein.

## Leben
Er war der jüngste Sohn des Grafen Philipp I. von Nassau-Wiesbaden-Idstein (1492–1558) und dessen Frau Adriana de Glymes. Seine Brüder waren Philipp II. (1516–1566) und Adolf IV. (1518–1556).
Der Vater Philipp I. hatte für seine drei Söhne konkrete Pläne, deren Verwirklichung jedoch bald zunichtegemacht wurde. Nach seinen Vorstellungen sollten die beiden älteren Söhne die Dynastie fortsetzen und zur Versorgung jeweils eigenständige Gebiete mit Wiesbaden und Idstein als Residenzen erhalten. Seinem Jüngsten, Balthasar, verhalf er im Jahr 1535 zum Eintritt in den Deutschen Orden. Adolf, der mittlere Sohn, starb jedoch noch zwei Jahre vor dem Vater und hinterließ aus seiner Ehe keine Söhne. Philipp II. folgte daraufhin seinem Vater in dessen ungeteilten Besitz. Da er zeitlebens unverheiratet blieb, stand das Aussterben der Wiesbaden-Idsteiner Linie kurz bevor. Unter diesen Vorzeichen trat Balthasar aus dem Orden aus und heiratete 1564 die Gräfin Margarethe von Isenburg-Büdingen (* 1542; † 1612/1613), einzige Tochter des in Offenbach residierenden Grafen Reinhard von Isenburg (1518–1568). Zur Versorgung erhielt er 1564 die Herrschaft Idstein von seinem Bruder, bis dieser am 3. Januar 1566 starb. Balthasar übernahm als letzter männlicher Vertreter seiner Familie die gesamte Grafschaft. Am 15. April 1567 wurde das einzige Kind des Paares geboren: 
- Johann Ludwig I. (1567–1596), Graf von Nassau-Wiesbaden-Idstein (1568–1596)

Graf Balthasar starb noch vor dem ersten Geburtstag seines Sohnes und Erben. Seine Witwe schloss am 24. Mai 1570 eine zweite Ehe, mit Graf Georg von Leiningen-Westerburg (1533–1586), dem sie weitere drei Söhne schenkte. Graf Johann von Nassau-Saarbrücken übernahm die Vormundschaft für Balthasars Sohn. Das tragische und zugleich merkwürdige Ende des Grafen Johann Ludwig I. beschleunigte den Untergang der Nassauer Linie zu Wiesbaden und Idstein, die 1605 mit Balthasars Enkel im Mannesstamm erlosch.